# Deutsch-Polnischer Journalistenpreis
Der Deutsch-Polnische Journalistenpreis Tadeusz Mazowiecki prämiert die besten Beiträge, die über das jeweilige Nachbarland fair und offen berichtet haben und die im Vorjahr vom 1. Januar bis 31. Dezember in Hörfunk, Fernsehen oder Printmedien gesendet, gedruckt oder im Internet veröffentlicht wurden. Eine Jury aus Journalisten und Vertretern der Preisstifter wählt die besten Beiträge aus. Für die drei Sparten Print, Hörfunk, Fernsehen werden Preise in Höhe von jeweils 5.000 Euro vergeben. Er wurde 2013 nach dem polnischen Publizisten, Bürgerrechtler und Politiker Tadeusz Mazowiecki (1927–2013) benannt.
Die eingereichten Veröffentlichungen sollen konkret dazu beitragen, das Wissen von Deutschen und Polen übereinander zu erweitern, das gegenseitige Verständnis von Politik, Wirtschaft, Wissenschaft, Kultur und Gesellschaft zu verbessern, das Alltagsleben auf beiden Seiten dem jeweiligen Nachbarn näherzubringen und das Zusammenleben in der Europäischen Union zu fördern.

## Geschichte
Der Deutsch-Polnische Journalistenpreis ist 1997 von den Regierungssprechern von Brandenburg, Mecklenburg-Vorpommern und Sachsen sowie den Woiwodschaftssprechern von Grünberg (Zielona Góra), Landsberg (Gorzów Wielkopolski), Hirschberg (Jelenia Góra) und Stettin (Szczecin) ins Leben gerufen worden. Nach der Gebietsreform im Jahr 1999 wird der Preis auf polnischer Seite von den neu gegliederten Woiwodschaften Westpommern, Lebus und Niederschlesien durchgeführt. Die deutschen und polnischen Regionen wechseln sich jährlich in der Rolle als Gastgeber ab. 2012 war Mecklenburg-Vorpommern der Gastgeber. Seit 2008 hat der Journalistenpreis zwei neue Partner, die Robert Bosch Stiftung und die Stiftung für deutsch-polnische Zusammenarbeit. Die beiden Stiftungen unterstützen diesen Wettbewerb als Bestandteil der Deutsch-Polnischen Medientage.  
Zu den bisherigen Preisträgern des Deutsch-Polnischen Journalistenpreises zählen Philip Banse, Enrico Demurray, Markus Frenzel, Karolina Golimowska, Helga Hirsch, Włodzimierz Kalicki, Christoph von Marschall, Renate Meinhof, Włodzimierz Nowak, Eva Maria Schmidt, Konrad Schuller, Emilia Smechowski, Adam Soboczynski, Daniel Tkatch, Maria Zmarz-Koczanowicz, Heike Bittner und Jan Pallokat.